# 巴士拉戰役 (2003年)
巴士拉戰役（Battle of Basra）是自2003年3月21日到同年4月6日的一場軍事衝突，被視為是伊拉克戰爭聯軍進攻伊拉克的初期戰役之一。經過兩週伊拉克軍隊與敢死隊的砲火下，4月6日英軍第七裝甲旅攻入巴士拉，然而英軍傘兵團相關人員卻宣稱市內「舊城區」無法讓車輛進入。此外，3月27日還爆發了伊戰中最大規模的坦克戰，皇家蘇格蘭龍騎兵衛隊摧毀了十四輛伊拉克軍隊坦克。

### 來源
- Docherty, Bonnie, and Marc E. Garlasco. Off Target: The Conduct of the War and Civilian Casualties in Iraq. 紐約: 人權觀察, 2003年.
- Zwijnenburg, Wim. In a State of Uncertainty （页面存档备份，存于）. IKV Pax Christi, 2013年1月.

## 外部連結

### 文章
- The Battle for Basra
- 國際危機組織 (ICG), “Where is Iraq Heading? Lessons from Basra”, 中東報告 67,  2007年6月25日.

### 影像
- Civil unrest - 2003年9月